# یرایشوور لاند
یرایشوور لاند (به آلمانی: Landkreis Jerichower Land) یک ناحیه در آلمان است که در زاکسن-آنهالت واقع شده‌است. یرایشوور لاند  ۹۸٬۸۹۷ نفر جمعیت دارد.

## شهرک‌ها و شهرداری‌ها
The district Jerichower Land consists of the following subdivisions:
| شهرک‌های آزاد                                            | Free municipalities               |
| ------------------------------------------------------- | --------------------------------- |
| 1. بورگ بای ماگدبورگ 2. گنتین 3. گمرن 4. یریشو 5. موکرن | 1. بیدریتس 2. البه-پارای 3. Möser |